# Peugeot RCZ

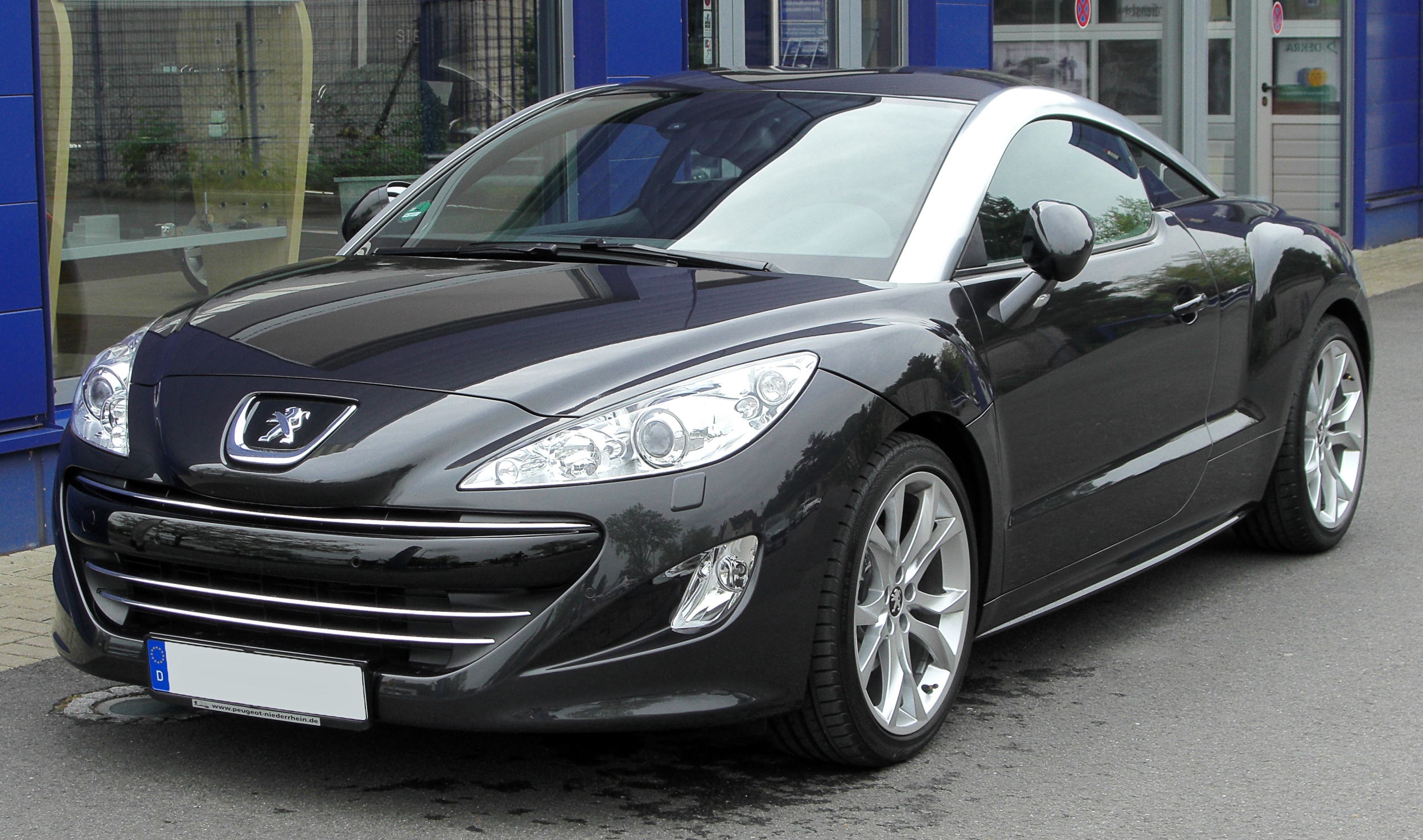
Peugeot RCZ

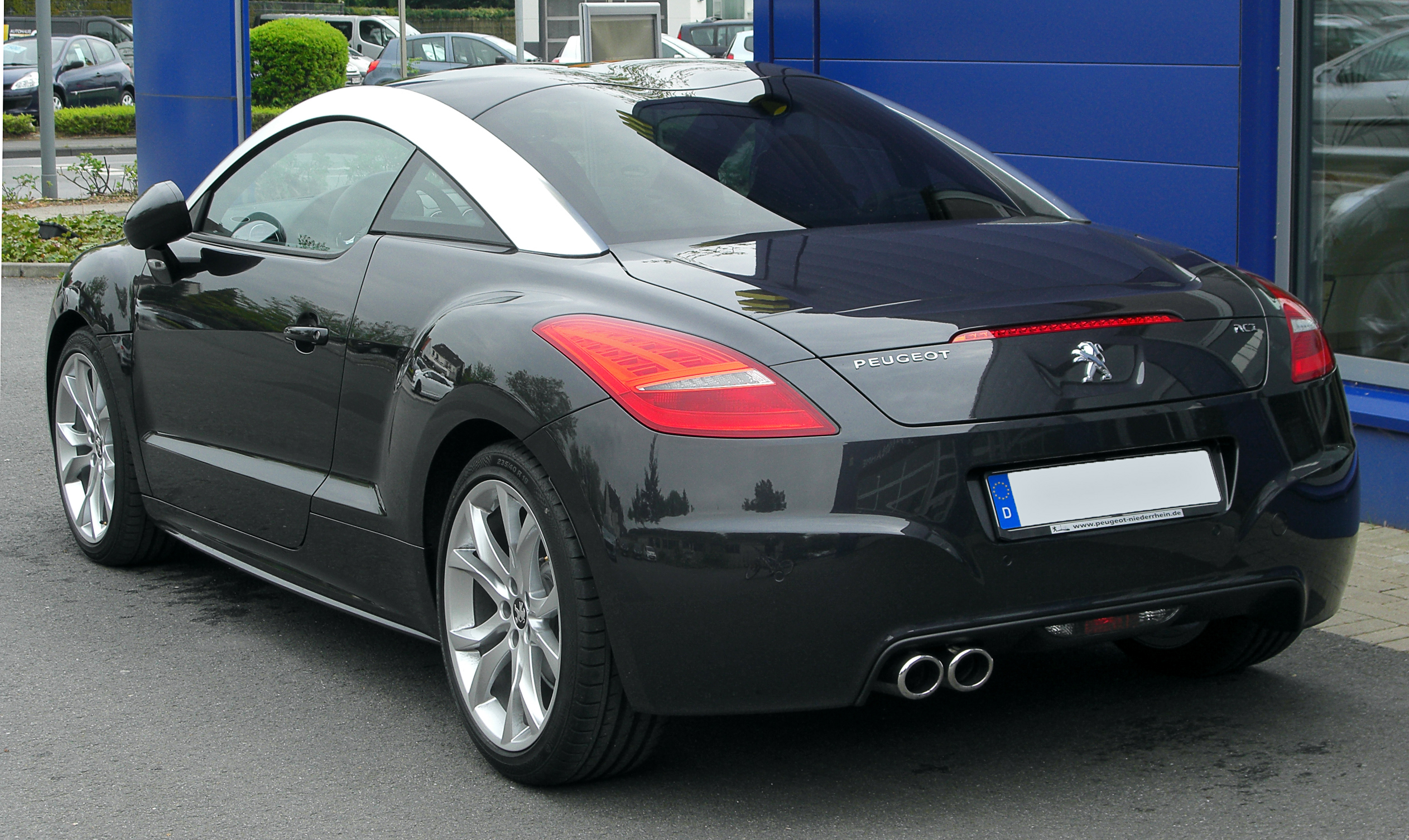

Peugeot RCZ este un automobil de clasă Sport-Coupé produs de compania franceză de automobile Peugeot. Comercializarea lui a început în mai 2010 și este vândut în aproximativ 80 de țări.
Acesta a fost prezentat oficial la Frankfurt Auto Show în 2009, conceptul 308 RCZ a fost inițial anunțat la 2007 Frankfurt show. El a fost ansamblat Magna Steyr, un subsidiar al companiei Magna International.
RCZ este un succes comercial pentru Peugeot. 30,000 de RCZ-uri au fost asamblate pe data de 21 iunie 2011.
Peugeot RCZ mai apare în jocuri video Forza Motorsport 3 și Forza Motorsport 4.

## Istorie
RCZ a fost planificat inițial ca o masina simplă dar ea a capturat imaginația publicului și a profesioniștilor. Peugeot a decis să tranforme conceptul într-o mașină reală și a început producția. Liniile de automobile și de stil au rămas foarte aproape de conceptul original, pentru a nu dezamăgi opinia publică, cu toate acestea a fost făcută o serie de modificări la sistemul dublu central de evacuare care a fost înlocuit de un sistem dublu de eșapament în partea stângă a barei de protecție din spate. RCZ are un plafon "double-bubble" inspirat de Zagato.. RCZ a fost scos din fabricatie sau cel putin aceasta e afirmatia succinta făcuta in Septembrie 2015 de reprezentantii Peugeot ai dealer-ului din Otopeni-Romania. Ar fi interesant de stiut de ce a fost scos din fabricatie.

## Configurare

### Motorizări
- 1.6 THP 156 CP, 240 NM, cutie manuala
- 1.6 THP 156 CP, 240 NM, cutie automata
- 1.6 THP 200 CP, 275 NM, cutie manuala
- 2.0 HDI 163 CP, 340 NM, cutie manuala

## Premii
RCZ a primit premiile Top Gear în 2010 și the Auto Express în 2010 - premiu special pentru design.